# 青木さやか
青木 さやか（あおき さやか、1973年3月27日 - ）は日本のお笑いタレント、女優、司会者、フリーアナウンサー。ワタナベエンターテインメント所属。愛知県尾張旭市出身。

## 来歴
両親とも小学校教諭という家庭環境で育つ。愛知県立瀬戸高等学校、名古屋学院大学外国語学部中国語学科卒業。
高校時代、両親の離婚をきっかけに母とはあまり口をきかなくなった。
大学在学中は「放送文化研究会」に所属していたこともあり、就職活動ではアナウンサー試験を多数受けるも、全て不採用だった。卒業後は名古屋タレントビューローに所属し、イベントの司会や岐阜放送で仕事をする。
その後、中京ローカルのフリーアナウンサーとして活動し、中京テレビの『めざせ!総・楽・天』に出演。この時はお笑い志望ではなかったが、番組内で「面白いタレントになりたい」という自己PRをお笑い志望として紹介されたことがきっかけでお笑いに転身する。1996年にデビュー。
名古屋では一時期、松田大輔（東京ダイナマイト）らと「温泉こんにゃくアクロバットショー」なる5人組のユニットを組んでいた。ユニット脱退後、しばらくフリーで活動していたが、ワタナベエンターテインメントのライブにゲスト出演した際、同社社長の渡辺ミキにスカウトされ、2003年1月よりワタナベエンターテインメントに移籍して本格的に東京での活動を始める。駆け出し時代、ニッポン放送の『お願い!DJ!克也とのりちゃんはっぴぃウィークエンド』で「イエローハットサウンドハイウェイベストヒットセレクション」の中継を担当していた。その縁で、BSデジタル本放送が開始された2000年12月から、BSフジで放送のニッポン放送制作の番組『LF+Rモーニング YOUNG LIVE JAPAN』『ヤングライブニッポンLF+RミュージックTV』に松田大輔と「温泉こんにゃくアクロバットショー」としてレギュラー出演した。2003年頃からフジテレビの『ネプリーグ』や『笑う犬の太陽』、テレビ朝日の『OUT OF ORDER』などの番組にレギュラー出演。同じ頃、日本テレビの『エンタの神様』などのネタ番組でブレイクした。また、以後はお笑い以外にも女優業や司会業などとしても活動。
日本テレビの『音楽戦士 MUSIC FIGHTER』の企画で、P'UNK〜EN〜CIEL（L'Arc〜en〜Cielの変名ユニット）に「P'UNK青木」としてキーボード・コーラス他で参加し、2004年12月25日「天嘉 - 参 DANGER III in 日本武道館」に出演する。また、2005年1月13日にリリースされたL'Arc〜en〜Cielのシングル「Killing Me」のカップリング曲「Round and Round 2005 feat. P'UNK青木」でCDデビュー。
2005年4月13日に写真集『Où Voyez-vous?』（「どこ見てんのよ?」という意味のフランス語）を発売。7月23日 - 7月24日、フジテレビの特番『FNS ALLSTARS あっつい25時間テレビやっぱ楽しくなければテレビじゃないもん!』の総合司会を笑福亭鶴瓶と共に務めた。2007年10月22日、前田健に紹介された3歳年下のダンサーと出会って、半年で結婚することを発表。24日に婚姻届を提出。2009年7月30日、一部スポーツ紙での報道を受け、同日レギュラー出演する『森田一義アワー 笑っていいとも!』生放送で妊娠3か月（第1子）であることを発表。2010年1月14日に出演の『笑っていいとも!』のエンディングで、翌1月15日より産休に入ることを発表。同年3月8日、都内病院で第1子となる3,085gの女児を出産した。6月10日に『笑っていいとも!』に復帰し、芸能活動を再開。その後、育児専念のため、同年9月30日出演をもって『笑っていいとも!』を正式に降板した。
2012年3月23日、離婚が報じられ、同日に離婚届を提出したとFAXで報告。女児の親権は青木が持つ。2017年には肺がんに罹患し、2019年にも再発が疑われ（後者は器質化肺炎であった）、2度の肺切除術を行った。同年9月16日、東京都内で動物保護を呼びかけるトークライブ「犬と猫とわたし達の人生の楽しみ方」を初開催。趣旨に賛同した大久保佳代子、六角精児も出席した。

## 人物

### 趣味・嗜好・特技
- 趣味は料理、住宅図を見ること、子育て[14]。上京直後はたばことパチンコに依存しており、借金を重ねながらもパチンコ通いを続けていたことを自著『母』にて告白している[15]。
- 特技はピアノ、料理[14]。

### 芸風
- 2003年、決め台詞「どこ見てんのよ!!!!」でブレイクする[16]。
- その芸風から反感を買うことも多く、『日経エンタテインメント!』2017年7月号掲載のアンケート「嫌いな芸人ランキング」では4位にランクイン。主な理由は「ネタがつまらないから」（58%）がトップ[17]。また、ブレーク時代に、若手芸人にキツイ態度を取っており、ぞんざいに扱われた有吉弘行・山里亮太に強い確執を持たれている[18]。

### 交友関係
- 「青木軍団」と称し、同じ事務所の若手芸人と一緒に食事会を開いている。2004年頃に青木・今泉稔（18KIN）・山根良顕（アンガールズ）の3人により結成された[19]。2007年、『美しき青木・ド・ナウ』でその存在が紹介される。現在は、ビビる大木をご意見番に据え[20]、ゴリけん（同期）、後輩のパラシュート部隊・ザブングル・クールポコ・あれきさんだーおりょうらが参加している。また、事務所は違うが古瀬絵理も入団を申し出たことがあるとのこと[21]。

- 千原せいじと千原ジュニア兄弟とは親戚[22]。

## 出演

### バラエティ
- めざせ!総・楽・天（1996年10月 - 1997年9月、中京テレビ） - 前期には松田大輔とともにオーディション参加者として出演。後期には「青木さやか劇場」のコーナーを担当。
- なるほど夢情報（1997年 - 降板時期不明、岐阜放送）
- 爆笑オンエアバトル（NHK）戦績2勝6敗 最高453KB
- 愛のエプロン（テレビ朝日） - エプロンガールズの1人として準レギュラー出演。
- クイズプレゼンバラエティー Qさま!!（テレビ朝日） - Qさまプレゼンター
- 汐留スタイル! （2003年3月 - 2005年3月、日本テレビ） - 金曜の司会およびチーフおトメちゃんズを担当。
- OUT OF ORDER（2003年4月 - 2004年3月、テレビ朝日）
- ネプリーグ（2003年4月 - 2005年3月、フジテレビ） - 深夜番組時代、「たけのこニョッキ」のコーナーで天の声を担当。
- エンタの神様（日本テレビ） - キャッチコピーは「強烈!高気圧ガール」。
- 笑う犬の太陽（2003年10月 - 12月、フジテレビ）
- 青木さやか・美人の素（2004年1月 - 2005年9月、TBS）
- ブリンぶりん家（2004年4月 - 9月、毎日放送）
- フューチャービーンズ〜みらい豆（2004年10月 - 2005年4月、毎日放送）
- Goro's Bar（2004年10月 - 2005年9月、TBS） - チーママ役を担当。2005年10月以降もスペシャル回などに出演。
- 音楽戦士 MUSIC FIGHTER（2004年10月 - 2010年2月、日本テレビ）
- 森田一義アワー 笑っていいとも! （2005年4月 - 2010年9月、フジテレビ）
- 23 SATURDAY DREAM SHOW ブログタイプ（2005年4月 - 9月、フジテレビ）
- ミンナのテレビ（2005年4月 - 9月、日本テレビ）
- 天才!志村どうぶつ園（2005年10月 - 2012年3月、日本テレビ）
- ブンブンサタデー 世の中どこ見てんのよ!?ジャリバラ! （2005年10月 - 2006年3月、フジテレビ）
- 恋愛部活（2006年4月 - 2007年3月、日本テレビ）
- くるくるドカン〜新しい波を探して〜（2006年4月 - 9月、フジテレビ）
- 美しき青木・ド・ナウ（2006年10月 - 2009年9月、テレビ朝日）
- カワズ君の検索生活（2006年10月 - 2007年3月、フジテレビ）
- DO!深夜 サタちゃん SATURDAY MIDNIGHT CHANNEL（2007年4月 - 9月、フジテレビ）
- 幸せの黄色い仔犬（2009年4月 - 2013年9月、中京テレビ）
- あさイチ（2011年5月 - 2019年3月、NHK） - 2019年4月以降も不定期でゲスト出演。

#### 特番・単発出演
- 新しい波8（2000年9月22日、フジテレビ）
- 登龍門F （2004年8月7日・2005年1月1日、フジテレビ）
- 有名人が通うマチャミ食堂（2004年9月19日、日本テレビ）
- 史上最強のメガヒット カラオケBEST100 完璧に歌って1000万円（2004年10月 - 2009年9月、2010年10月、テレビ朝日） - 2004年秋の回にゲスト出演をした後、2005年春の回から司会に参入。
- 世界絶叫グランプリ（2005年2月1日・10月18日、フジテレビ） - 初のゴールデンタイム司会番組。
- FNS ALLSTARS あっつい25時間テレビやっぱ楽しくなければテレビじゃないもん!（2005年7月23日 - 24日、フジテレビ）
- 青木さやかのオールナイトニッポンR （2006年10月21日、ニッポン放送）
- FNS27時間テレビ みんな なまか だっ! ウッキー!ハッピー!西遊記!（2007年7月28日 - 29日、フジテレビ）
- THE検定★ぎふ100%（2007年12月24日、岐阜放送）
- 1億分の1の男（2007年12月31日、フジテレビ）
- 人志松本のすべらない話 第13弾（2008年3月25日、フジテレビ）

### テレビドラマ
- 奥さまは魔女（2004年1月16日 - 3月26日、TBS） - 長谷川洋美 役
- 曲がり角の彼女（2005年4月19日 - 6月28日、関西テレビ） - 山岸えり子 役
- FNS ALLSTARS あっつい25時間テレビやっぱ楽しくなければテレビじゃないもん! 「THE WAVE!」（2005年7月23日 - 24日、フジテレビ） - 田畑緑子 役
- ほんとにあった怖い話スペシャル6 京都ミステリーツアーSP「格安物件」（2005年8月23日、フジテレビ） - 主演・本人 役
- 小悪魔な女になる方法（2005年9月27日、関西テレビ） - 主演・浅田ナツキ 役
- ドラマ・コンプレックス「P・ハート 〜子供嫌いの小児科医物語〜」（2006年9月19日、日本テレビ） - 主演・藤咲夏季 役
- だめんず・うぉ〜か〜 - 男を見る目がない女たち - （2006年10月 - 12月、テレビ朝日） - 岩城友子 役
- くうねるところすむところ〜恋するニッカボッカ・ガール〜（2007年4月10日、関西テレビ） - 主演・山根梨央 役
- 無理な恋愛（2008年4月8日 - 6月17日、関西テレビ） - 門田祥子 役
- 土曜ワイド劇場「拘置所の女医」（2011年3月5日・2013年8月17日、テレビ朝日） - 主演・一本義則子 役
- よる★ドラ「恋するハエ女」第1話・第5話（2012年11月6日・12月4日、NHK名古屋放送局） - 内村恭子 役
- あぽやん〜走る国際空港 第2話（2013年1月24日、TBS） - オガタマネージャー 役
- 京都地検の女 第9シリーズ 第1話（2013年7月18日、テレビ朝日） - 菰田サチ子 役
- ドラマスペシャル「いねむり先生」（2013年9月15日、テレビ朝日） - 麻雀店の客たち 役
- ドラマW『大空港2013』（2013年12月29日、WOWOW） - 砂田かおる 役
- 慰謝料弁護士〜あなたの涙、お金に変えましょう〜 第7話（2014年2月21日、読売テレビ） - 湯川奈都子 役
- ブラック・プレジデント（2014年4月8日 - 6月17日、関西テレビ） - 三田村正美 役
- ほっとけない魔女たち 第4話（2014年9月4日、東海テレビ） - 成瀬美紀 役
- オリエント急行殺人事件（2015年1月11日・12日、フジテレビ） - 昼出川澄子 役
- 37.5℃の涙 第8話（2015年9月3日、TBS） - 須田喜美江 役
- ゆとりですがなにか（2016年4月17日 - 6月19日、日本テレビ） - 坂間みどり 役
- 連続テレビ小説「とと姉ちゃん」 第56話（2016年6月7日、NHK） - 奥寺の妻 役
- 定年女子 第1話（2017年7月9日、NHK BSプレミアム） - 典子 役
- 奥様は、取り扱い注意 第3話（2017年10月18日、日本テレビ） - 相良貴子 役[23]
- 重要参考人探偵 第5話（2017年11月17日、テレビ朝日） ‐ 空木勝子 役[24]
- ドルメンX 第2話・第4話（2018年3月17日・31日、日本テレビ） - 舞園先生 役
- ○○な人の末路 第4話・第8話・第9話（2018年5月14日・6月11日・6月18日、日本テレビ） - 安恵 役[25]
- 声ガール! 第8話 - 10話（2018年5月27日・6月3日・10日、朝日放送） - 小笠原久美 役[26]
- 警視庁ゼロ係〜生活安全課なんでも相談室〜 THIRD SEASON 第3話（2018年8月17日、テレビ東京） - 笠原俊子 役[27]
- 私のおじさん〜WATAOJI〜（2019年1月11日 - 3月8日、テレビ朝日） - 馬場桃花 役[28]
- ネット歌姫〜パート主婦が、歌ってみた〜（2019年1月26日、NHK BSプレミアム）
- ベビーシッター・ギン! 最終話（2019年9月1日、NHK BSプレミアム） ‐ 二ノ宮理恵子
- 恋はつづくよどこまでも 第3話（2020年1月18日、TBS） - 巣鴨朋美 役[29]
- 連続ドラマW「大江戸グレートジャーニー 〜ザ・お伊勢参り〜」第5話（2020年7月4日、WOWOW） - お兼 役[30]
- つまらない住宅地のすべての家（2022年10月10日 - 11月16日、NHK総合） - 峠坂彩花 役
- 嗤う淑女 第2話・第3話（2024年8月3日・10日、東海テレビ・フジテレビ） - 古巻佳恵 役[31]
- オクラ〜迷宮入り事件捜査〜（2024年10月8日 - 12月17日、フジテレビ） - 牧原祈里 役[32]
- 最高のオバハン中島ハルコ スピンオフ〜大谷家の大騒動!in愛知・幸田町〜（2025年3月23日、東海テレビ） - 轟公美 役[33]
- 藤子・F・不二雄 SF短編ドラマ シーズン3「宇宙（そら）からのオトシダマ」（2025年3月26日、NHK BSプレミアム4K）[34]
- FOGDOG 第1話・第2話（2025年7月22日・29日、読売テレビ） - 龍野千智 役[35]

### Webドラマ
- ミセス・ロスト～インタベンショニスト・アヤメ（2020年5月14日 - 6月11日、「ギャンブル依存症問題を考える会」Twitter） - 主演・インタベンショニスト・アヤメ 役[36]

### 映画
- ジャンプ（2004年）
- もし高校野球の女子マネージャーがドラッカーの『マネジメント』を読んだら（2011年）
- 内村さまぁ〜ず THE MOVIE エンジェル（2015年）
- 春子超常現象研究所（2015年）
- ゆらり（2017年）
- 劇場版 ドルメンX（2018年）
- ゆとりですがなにか インターナショナル（2023年） - 坂間みどり 役[37]
- 他人は地獄だ（2024年）[38]
- アディクトを待ちながら（2024年6月） - 美容室の客 役

### 舞台
- 『世界は二人のために』（2005年）
- 三谷版『桜の園』（2012年）
- 朗読劇『ラヴ・レターズ』（2013年）
- NODA・MAP第18回公演『MIWA』（2013年）
- ミュージカル『アニー』（2015年） - ミス・ハニガン 役[39]
- ミュージカル『HEADS UP』（2015年・2017年・2018年） - 本庄 まさこ役
- ミュージカル『狸御殿』（2016年） - 腰元そぼろ 役[40]
- 舞台『雪まろげ』（2016年） - 駒子 役[41]
- 舞台『世界』（2017年） - 足立美紀 役
- 舞台『子供の事情』（2017年） - ソウリ 役
- リーディング『シスター』（2017年）
- 舞台『肉の海』（2018年） - ママ、女王、みどり、桃香 役
- リーディング『ファム・ファタール！運命の女』（2018年・2019年）
- 朗読劇『青空』（2018年） - 猫の小太郎 役
- 舞台『カクタスフラワー』（2018年） - デュラント夫人、ハル、イザベラ青木 役[42]
- スペシャルリーディング『痕跡(あとあと)』（2019年1月26日）
- 舞台『雪まろげ』再演（2019年） - 駒子 役
- ミュージカル『50Shades！〜クリスチャン・グレイの歪んだ性癖〜』（2019年）- キャロル 役
- 『23階の笑い』（2020年）- ヘレン 役
- 『Home,I'mDarling〜愛しのマイホーム〜』（2021年）- フラン 役
- 舞台『チコちゃんに叱られるon STAGE〜そのとき歴史はチコっと動いた!〜』（2022年）- 清少納言 役
- ミュージカル『犬との約束』（2022年）- スーザン 役 [43]
- 舞台『ようこそ、ミナト先生』（2022年6月4日 - 7月3日） - 難波さつき 役[44]
- TAIYO MAGIC FILM『センチュリープラント2022』（2022年11月23日 - 11月27日）- 晴子 役
- 舞台『おかしな二人』（2023年）- ミッキー 役
- 舞台『リムジン』（2023年）- 坂 望実 役
- 舞台『欲望という名の電車』（2024年）- ユーニス・ハベル 役 [45]

### オリジナルビデオ
- 青木さやかの毒見せてんのよ!!ニートマネージャー熱血教育60日（2006年10月27日） ※フィクション作品

### CM
- 資生堂「化粧惑星」（2004年）
- 西日本ジェイアールバス（2004年） - 同社企画のバスツアーにも参加した。
- ベビースター「おとなのラーメン」（2005年）
- サントリー「DAKARA」（2005年）
- ベネゼル「縮毛矯正セット EX」（2005年）
- USEN「GyaO」（2005年）
- イエローハット（2005年）
- ダリヤコーポレーション「サロン ド プロ」（2006年） - 池畑慎之介との共演。
- ロッテ「トッポ」（2007年）
- 花王「バブ」 バブの湯あがり編（2007年5月 - ）
- アサヒフードアンドヘルスケア 「ミンティア」 - ビビる大木との共演。
- トヨタ自動車「低燃費訴求（エコ替え）キャンペーン」（2008年）
- ファイザー製薬「肺炎球菌.jp」 忘れないで篇（2011年）
- 東京ガス「家族の絆シリーズ」『家族の絆 似たもの親子篇』（2018年）[46]

## 楽曲

### CD
- ノコギリガール〜ひとりでトイレにいけるもん〜（2009年11月18日、avex trax） - 作詞・作曲：桜田神邪

### 作詞提供
- ぷよぷよアイドリング!!! 『ラブマジック♡フィーバー』（2009年12月16日、セガ『ぷよぷよ7』テーマソング[47]）

## 書籍
- 34 だから、私は、結局すごくしあわせに思ったんだ（2007年10月、光文社）ISBN 978-4334975272
- 青木さやかの妊娠・出産・育児NOTE―はじめての育児体験フォトエッセイ「saita mook」(2011年3月、セブン&アイ出版）ISBN 978-4860082451
- 母（2021年5月、中央公論新社）ISBN 978-4120054310
- 厄介なオンナ（2022年3月、大和書房）ISBN 978-4479393856

### 写真集
- Où Voyez-vous?（2005年4月、集英社、撮影：下川純一郎）ISBN 978-4087804119